# Andrea Stoppini
Andrea Stoppini (* 29. Februar 1980 in Trient) ist ein italienischer Tennisspieler.

## Karriere
Stoppini begann mit acht Jahren Tennis zu spielen. Bereits auf der ITF Junior Tour spielte er einige Matches und erreichte 1998 mit Rang 77 seine beste Platzierung.
Im selben Jahr wurde er auch Profi und versuchte sich anfangs auf der drittklassigen ITF Future Tour zu profilieren. 2000 hatte er seinen ersten Auftritt auf der nächsthöheren ATP Challenger Tour in Mailand. 2001 konnte er seinen ersten Future-Titel gewinnen und schloss im Einzel und Doppel das Jahr erstmals innerhalb der Top 500 ab. 2002 und 2003 konnte er an fast keinem Turnier teilnehmen und verlor viele Plätze in der Weltrangliste, ehe er sich 2004 steigern konnte und in die Top 300 einziehen konnte. Er gab in diesem Jahr sein Debüt auf der ATP World Tour in St. Pölten, wo er gegen Ivo Karlović verlor. Außerdem erreichte er sein erstes Challenger-Finale und stand in der Qualifikation für das Grand-Slam-Turnier in New York.
Bis Mitte 2010 spielte er zumeist auf der Challenger Tour und hielt seine Notierung in der Weltrangliste im Einzel zwischen Platz 150 und 350. Sein Karrierehoch erreichte Stoppini im Juli 2009 mit Platz 161, im Doppel belegte er im August 2007 den 188. Platz. Seinen größten Erfolg feierte der Italiener 2006 in Washington, wo er erst Paul Goldstein besiegte und dann den ehemaligen Weltranglistenersten Andre Agassi, damals Weltranglisten-22., in zwei Sätzen schlug. Im Viertelfinale unterlag er schließlich Mardy Fish. 2009 folgte sein einziger Auftritt in einem Grand-Slam-Hauptfeld – in Australien verlor er gegen Novak Đoković in drei Sätzen. Zuvor hatte er sich dabei durch die Qualifikation kämpfen müssen. Seinen einzigen Einzeltitel gewann er 2009 in İzmir gegen Marsel İlhan auf der Challenger Tour, darüber hinaus stand er dreimal in einem Challenger-Finale: 2004 in Recanati, 2006 in Winnetka und 2008 in Aptos. Im Doppel gewann er die Challengers in Cordenons und Lexington jeweils mit seinem Landsmann Alessandro Da Col.
Ab 2011 verlor er in der Weltrangliste an Boden, Mitte 2011 spielte er sein vorerst letztes Turnier. 2012 kehrte er für das Turnier in Binghamton noch einmal auf die Tour zurück, ehe er seine Karriere beendete.

## Erfolge
| Legende (Anzahl der Siege)  |
| Grand Slam                  |
| ATP World Tour Finals       |
| ATP World Tour Masters 1000 |
| ATP World Tour 500          |
| ATP World Tour 250          |
| ATP Challenger Tour (3)     |

### Einzel

#### Turniersiege
| Nr. | Datum        | Turnier | Belag     | Finalgegner  | Ergebnis  |
| --- | ------------ | ------- | --------- | ------------ | --------- |
| 1.  | 17. Mai 2009 | Izmir   | Hartplatz | Marsel İlhan | 7:65, 6:2 |

### Doppel

#### Turniersiege
| Nr. | Datum           | Turnier   | Belag     | Partner           | Finalgegner                   | Ergebnis         |
| --- | --------------- | --------- | --------- | ----------------- | ----------------------------- | ---------------- |
| 1.  | 18. August 2007 | Cordenons | Sand      | Alessandro Da Col | Alberto Brizzi Marco Pedrini  | 6:3, 7:65        |
| 2.  | 26. Juli 2008   | Lexington | Hartplatz | Alessandro Da Col | Olivier Charroin Érik Chvojka | 6:2, 2:6, [10:8] |